# Sidari
Sidari (řecky Σιδάρι) je komunita na západním okraji severního pobřeží řeckého ostrova Korfu 32 km od města Korfu. Podle sčítání lidu v roce 2011 zde žilo 386 obyvatel. Je hlavní turistickou destinací ostrova Korfu. V letní sezóně je Sidari spojeno trajekty s ostrovními obecními jednotkami Ereikoussa, Othoni a Mathraki.
Pobřeží vytváří útesy a zátoky, nejznámější a působivý je Canal d’Amour - kanál lásky. V oblasti jsou i podvodní jeskyně. Canal d’Amour je jednou ze tří místních pláží.
V Sidari byly objeveny stopy jediného mezolitického osídlení na Jónských ostrovech.